# Семеен пакт
Семеен пакт (на френски: Pacte de famille, на испански: Pacto de Familla), също и Бурбонски пакт, се нарича серия от съюзни договори между управляваните от общата Бурбонска династия Франция и Испания. Това тясно сътрудничество се развива през ХVІІІ в. и е насочено предимно срещу Великобритания и нейните амбиции да наложи волята си по море. Състои се от четири договора от 1733, 1743, 1761 и 1779 г. С тях постепенно Испанската монархия се превръща в сателит на по-силното кралство Франция.

## Предистория
Бурбоните се установяват в Испания по време на Войната за испанското наследство, когато Филип д'Анжу (внук на Луи ХІV) става крал под името Фелипе V. В същото време обаче в тази война Испания изгубва останалите си европейски владения и е обладана от желанието да си върне част от тях. Първият ѝ опит по време на Войната на четворния съюз (1717-1720) се оказва неуспешен, защото Франция на регента Филип ІІ Орлеански застава на противниковата страна. След смъртта му обаче френските управляващи са по-благоразположени към испанския крал. Фелипе V приема факта, че Луи ХV ще е новият крал на Франция и спира с опитите си за намеса във вътрешните ѝ дела. Това създава условия за бъдещо сътрудничество.

## Първи семеен договор
През 1733 г., след продължителен мир, се повдига въпросът кой ще наследи престола на починалия полски крал Август ІІ. В започналата Война за полското наследство, на 7 ноември същата година, Франция и Испания подписват договора от Ескориал или първия семеен договор. Той се ражда от желанието на Фелипе V да завоюва някоя от бившите испански територии в Италия за третия си син (но първи от втората му съпруга Изабела Фарнезе) дон Карлос. Съгласно договора двете страни гарантират границите си и си поставят за цел: да се върнат на Испания отнетите от англичаните Гибралтар и остров Менорка; да се премахнат привилегиите на английските търговци в испанските колонии; да се завземат кралствата Сицилия и Неапол за дон Карлос. Интересът на испанците към северна Италия (Милано, Парма, Мантуа) е блокиран от другия френски съюзник - савойския херцог. Само третата цел е изпълнена, защото Великобритания се въздържа от участие във войната.

## Втори семеен договор
Той е част от Войната за австрийското наследство (1740-1748), в която Франция в началото не участва официално. Война между Великобритания и Испания се води още от 1739 г. (виж Война за ухото на Дженкинс). Франция съдейства на Бавария, Саксония и Прусия срещу Австрия, но през 1743 г. този съюз се разпада. Саксония и Савоя са привлечени от Великобритания и Австрия чрез договора от Вормс, което налага Луи ХV да търси нов съюзник. Той лично настоява пред чичо си Фелипе V и на 25 октомври 1743 г. се подписва договорът от Фонтенбло. Новият документ повтаря част от клаузите на предишния. Двете страни отново гарантират границите си и си обещават военна помощ. Франция се ангажира да помага на Испания да си върне Гибралтар и Менорка, както и да завземе колонията Джорджия в северна Америка. За другия син на Изабела Фарнезе дон Фелипе бурбонските държави трябва да завоюват Милано, Парма и Пиаченца. Франция ще се включи във войната на следващата година. Отново задачите на съюза са изпълнени главно по отношение на Италия, докато британските бази в Испания остават непокътнати.

## Трети семеен договор
Още от началото на Седемгодишната война Франция търпи тежки поражения. През 1759 г. флотът ѝ е сразен при залива Киберон и е неспособен да се противопостави на британския по море. Новият испански крал Фернандо VІ обаче се въздържа от включване във войната. Неговата смърт през 1759 г. променя ситуацията. Наследен е от брат си Карлос ІІІ, който някога е получил Неапол и Сицилия с френска подкрепа. Новият крал се съгласява да даде флота и армията си в подкрепа на братовчед си Луи ХV. Договорът е подписан на 15 август 1761 г. в Париж от испанския представител Грималди и херцог дьо Шоазьол. Предвидено е към него да се присъединят Неаполитанското кралство и херцогство Парма - другите владения на Бурбоните. Целите на третия съюз продължават традицията от първите два, но основната насока не е към Италия, а към новия свят и търговските отношения. Испания и Франция се договарят да защитават взаимно колониите си и да изключат англичаните от търговията с тях. На 1 май 1762 г., ако дотогава не е постигнат мир, Испания трябва да обяви война на Великобритания.
Последиците от третия семеен договор са катастофални за Испания. Англичаните брутално завземат Куба и Филипините заедно с цветущите им столици Хавана и Манила. Испанското нахлуване в Португалия е отблъснато и тя дава 25 000 жертви. В края на войната Франция трябва да отстъпи Луизиана на испанците като компенсация за изгубването на Флорида. Все пак Хавана и Манила са върнати на Мадрид.

## Договор от Аранхес
И отново, на 12 април 1779 г., по време на Войната за независимост на Америка, Франция (на Луи ХVІ) и Испания (все още на Карлос ІІІ) се договарят за общи действия срещу Великобритания. Документът е подписан в Аранхес, в кралския дворец на 40 км южно от Мадрид. Французите се надяват така да ангажират част от британските сили и успяват. Испанците обсаждат неуспешно Гибралтар, но си връщат Флорида, а в края на войната френско-испанска ескадра завладява обратно и Менорка. Понякога този договор се нарича Четвърти семеен пакт.